# 水鹿

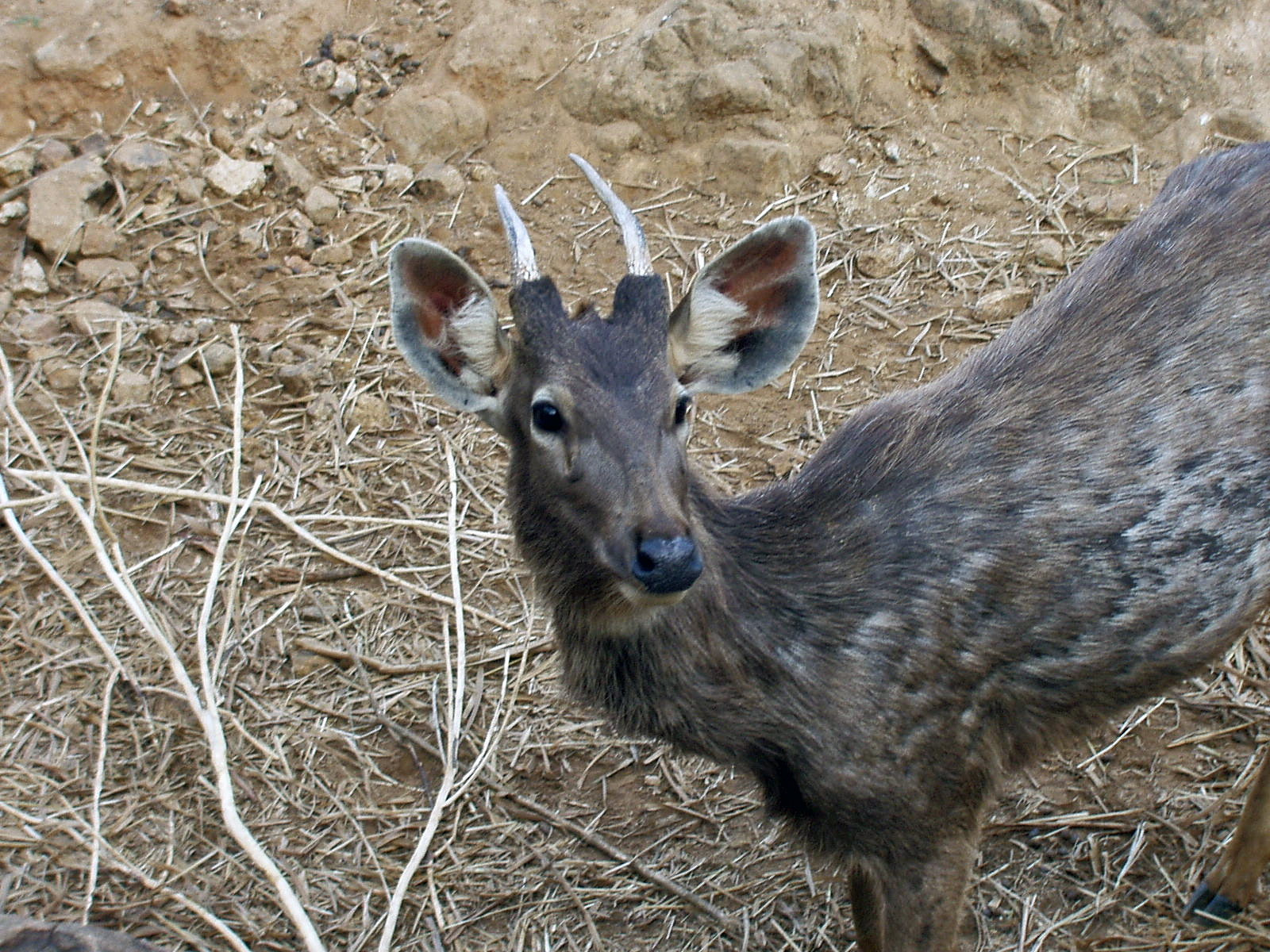
水鹿

水鹿（学名：Rusa unicolor），古稱山馬，属哺乳纲偶蹄目的一种鹿。为IUCN易危物种，中国国家II级重点保护野生动物。其种加词unicolor意为“单色的”。

## 特征
水鹿体型中等，比梅花鹿大，比马鹿小，1.4～2.6公尺，肩高1.2～1.4公尺，体重100～200千克。幼年水鹿有斑点，而成年水鹿则为褐色，连臀部也不例外。其拉丁文unicolor就是单色的意思。
雄鹿有粗大的角，分三叉，长达0.7米。

## 分布
为東亞與東南亞的特產，分布于臺灣(如高雄市田寮區鹿埔里)、中国南部、中南半岛西部及印度大部分地区。

## 习性
喜群居。生活在热带草原、热带森林和高原。在早晨、傍晚和夜晚活动，白天休息。喜欢在水边觅食，喜欢泡在水中，而且喜欢游泳，故名“水鹿”。善于奔跑。主要天敌是老虎和鳄鱼，因为它们也喜欢水。以草、树叶和嫩芽为食。在每个月都能交配，妊娠期8个月，每胎1仔。

## 亚种
- ，分布于菲律宾民答那峨岛
- ，分布于菲律宾民都洛
- ，分布于菲律宾巴西兰省
- ，分布于小笠原群岛(绝种)。
- ，分布于中国南部和西南部。
- ，分布于苏门答腊， 马来半岛，和缅甸。
- ，分布于菲律宾民都洛
- ，分布于中国海南岛。
- ，分布于菲律宾民答那峨岛。
- ，分布于印度。
- ，分布于菲律宾。
- 臺灣水鹿（学名：Cervus unicolor swinhoii），分布于台湾。
- ，分布于斯里兰卡。

## 外部連結
- Hunting Sambar in New Zealand
- Sambar deer in New Zealand and their distribution